# Уязитамак
Уязитама́к (рос. Уязытамак, башк. Уяҙытамаҡ) — село у складі Туймазинського району Башкортостану, Росія. Входить до складу Каратовської сільської ради.
Населення — 593 особи (2010; 557 у 2002).
Національний склад:
- башкири — 48 %
- татари — 47 %

Стара назва — Уязи-Тамак.